# Heikikker
De heikikker (Rana arvalis) is een kikker uit de familie van de echte kikkers (Ranidae). Het is een van de algemeenste bruine kikkers uit het geslacht Rana in Europa. De soort komt ook in Nederland en België voor, maar is hier niet algemeen.

## Verspreiding en habitat
Het verspreidingsgebied van de heikikker beslaat het centrale en met name oostelijke deel van Europa, omdat de kikker ten oosten van het Oeralgebergte voorkomt in Rusland ligt een deel van het leefgebied in Azië. Het verspreidingsgebied beslaat het centrale, oostelijke en noordelijke deel van Europa, rond de Middellandse Zee komt de heikikker niet voor. Het noordelijkste deel van het verspreidingsgebied ligt in Zweden, dicht bij de poolcirkel. Het zuidelijkste deel ligt in Roemenië in de Noordelijke Dobroedzja bij de stad Tulcea. De heikikker komt voor in de landen België, Denemarken, Duitsland, Estland, Finland, Frankrijk, Hongarije, Italië, Letland, Litouwen, Moldavië, Nederland, Noorwegen, Oekraïne, Oostenrijk, Polen, Roemenië, Rusland, Slowakije, Slovenië, Tsjechië, Wit-Rusland, Zweden en Zwitserland. In Rusland komt de heikikker voor tot het Baikalmeer. Het verspreidingsgebied strekt zich in een smalle strook oostelijk nog verder uit via de rivier Lena tot iets ten oosten van de stad Olekminsk. De populaties in zuidelijk Duitsland en noordoostelijk Frankrijk zijn geïsoleerd. Veel geïsoleerde populaties zijn kwetsbaar voor menselijk ingrijpen zoals het aantasten van de voortplantingswateren.

### Nederland en België
In Nederland komt de heikikker voor in een groot gedeelte van het land, maar is niet meer algemeen. De soort is vooral in het oosten en zuiden te vinden. In België komt de heikikker alleen voor in de noordelijkste provincies Antwerpen en Limburg.
In Nederland wordt de heikikker beschouwd als kwetsbare soort en staat op de rode lijst. In zijn gehele areaal is de soort echter niet bedreigd.

### Habitat
Heikikkers houden van open plekken met kleine watertjes zoals vennen en poelen in open plekken in het bos, heidevelden of duinpannen. Kalkarme gebieden met een hoge grondwaterstand, zoals veengebieden en elzenbroekbos hebben de voorkeur. De heikikker is een typische laaglandbewoner die voorkomt rond zeeniveau maar ook is aangetroffen tot een hoogte van 1500 m boven zeeniveau in het Altaj gebergte.

## Kenmerken

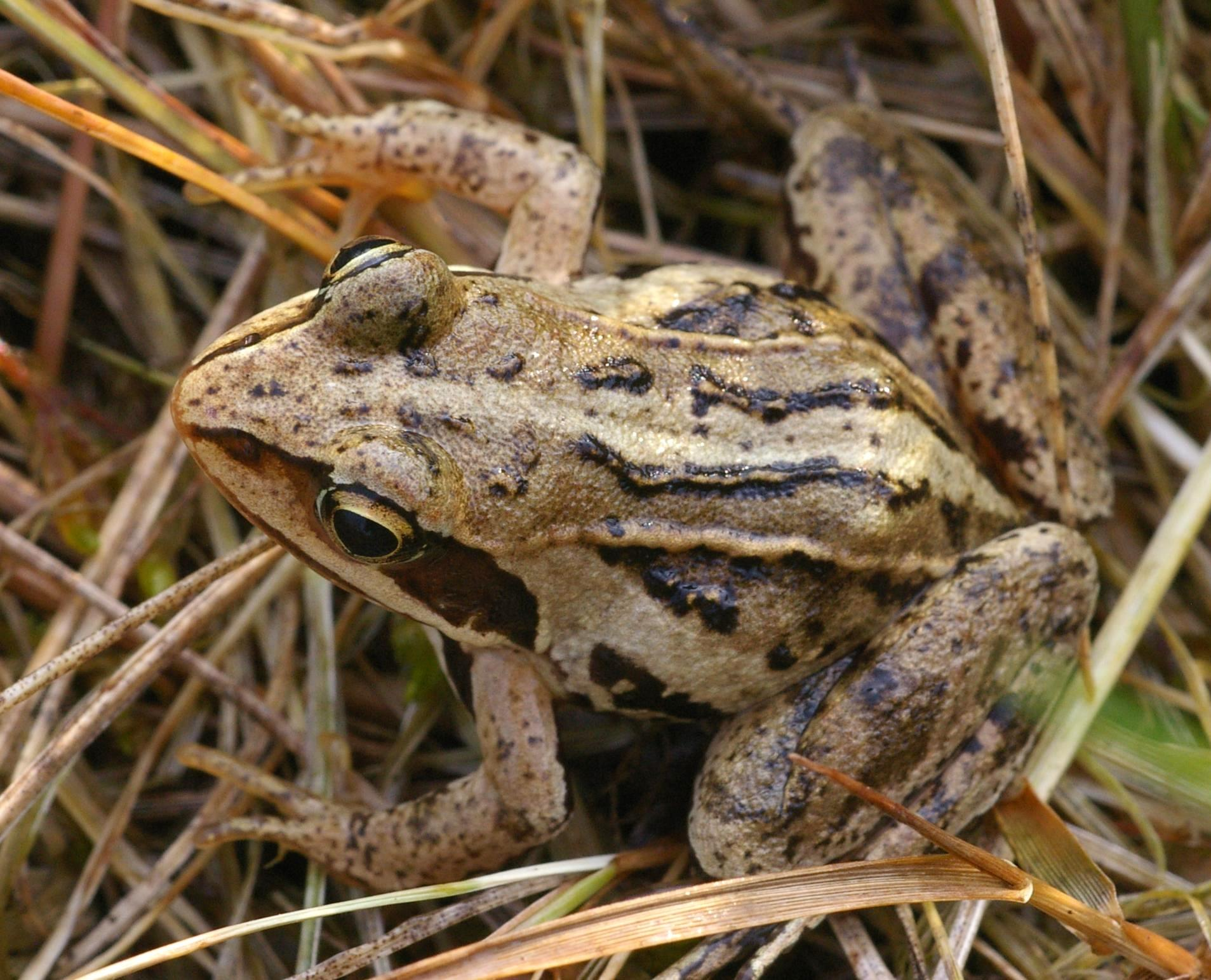
Een juveniel met een duidelijk zichtbare lichtere brede rugstreep, begrensd door donkere wrattenrijen.

De heikikker heeft een bruine kleur, vaak met vlekken op de rug en flanken, de achterpoten zijn licht gebandeerd. Ongevlekte exemplaren komen ook voor, deze hebben een kleur die doet denken aan kipfilet. De dorsolaterale lijsten zijn vaak lichter van kleur, op het midden van de rug is vaak een lichte rugstreep aanwezig, begrensd door donkere wratten. Bij sommige populaties ontbreekt deze streep echter. De buik is meestal ongevlekt of soms grijs gemarmerd aan de flanken. Ook dit kenmerk geldt niet voor alle populaties, sommige populaties hebben juist altijd een gevlekte buik. Achter de ogen is een zeer brede, bruine langwerpige oogvlek aanwezig die loopt van het oog tot de voorpoot. Over de onderlip loopt een gele streep tot de mondhoeken. De achterpoot van de heikikker is eenvoudig te herkennen aan de relatief grote metatarsusknobbel. Deze structuur is verhard en veel langer dan die van andere soorten, die meestal een zachte knobbel hebben.
De kop eindigt relatief spits, de ogen zijn geelbruin van kleur, de pupil is horizontaal en enigszins elliptisch. Het trommelvlies is gelegen in de oogvlek en bruin van kleur, het heeft een diameter van ongeveer twee derde van die van het oog.
De heikikker bereikt een lengte van ongeveer 55 tot 60 millimeter en kan tot 7 cm lang worden. In uitzonderlijke gevallen wordt een lengte van 8 cm bereikt, maar dit geldt alleen voor exemplaren in het zuidoostelijke deel van het verspreidingsgebied. Mannetjes in de paartijd zijn vaak donkerder tot blauw gekleurd, zie ook onder het kopje voortplanting.

### Onderscheid met andere soorten
| Heikikker; spitse snuit, brede lichte rugstreep. |
| Bruine kikker;groter trommelvlies.               |

De heikikker lijkt erg veel op de bruine kikker (Rana temporaria), en de springkikker (Rana dalmatina) en de verspreidingsgebieden overlappen elkaar behoorlijk. Vaak wordt ook kleurverschil aangegeven: veel West-Europese heikikkers hebben een lichtbruine streep op het midden van de rug. Er zijn echter egaal gekleurde heikikkers en ook gestreepte bruine kikkers komen voor wat het onderscheid soms bemoeilijkt.
De springkikker komt (nog) niet in Nederland voor, maar in Duitsland zijn populaties die niet al te ver van de Limburgse grens voorkomen. Springkikkers zijn erg bleek en de kleur doet vaak denken aan kipfilet. De achterpoten van springkikkers zijn ook veel langer.
De belangrijkste verschillen tussen de bruine kikker en de heikikker zijn de spitse snuit van de laatste soort; de bruine kikker heeft een meer afgeronde snuitpunt. De bruine kikker heeft een lichte rugstreep op de rug, die bij de heikikker meer geprononceerd is en scherp begrensd. Het trommelvlies van de heikikker is ongeveer 2/3 van de doorsnede van het oog, die van de bruine kikker 3/4 maar dit is in het veld moeilijk te zien. Het belangrijkste verschil is de harde, grote metatarsusknobbel van de heikikker, dit is de knobbel voor de eerste teen. Bij de bruine kikker is deze klein en zacht.
Het meest kenmerkend is het geluid dat de verschillende soorten produceren: bruine kikkers maken een zacht knorrend geluid terwijl heikikkers een borrelend geluid maken. Springkikkers maken een zacht krassend geluid dat ze vanaf de waterbodem (dus onder water) produceren.
Eieren verschillen van andere soorten doordat ze kleiner zijn en doordat het 'gelei' iets helderder is (meer melkachtig in bruine kikker). Kikkervisjes van de heikikker zijn op grond van de aantallen rijen liptandjes te onderscheiden van kikkervisjes van bruine kikkers, zie ook onder voortplanting. Het determineren van kikkervisjes en kikkerdril is in de praktijk erg lastig.

## Levenswijze
De heikikker trekt al vroeg naar zijn voortplantingswateren, meestal in maart. Tussen mei en juni is de voortplantingstijd voorbij en trekken de kikkers weer naar hun zomerverblijf. In de zomer is de heikikker meer op het land te vinden, als het te warm is wordt de waterkant opgezocht. Ze kunnen tot ongeveer een kilometer van het water worden aangetroffen.
In de zomer zijn de kikkers 's nachts actief, tijdens de paartijd zijn ze ook overdag actief. De larven en juveniele kikkertjes zijn dagactief. De heikikker houdt een winterslaap op het land, al is er nog discussie of de winterslaap soms in het water wordt gehouden. Vermoed wordt dat sommige mannetjes op de waterbodem overwinteren.

### Voortplanting

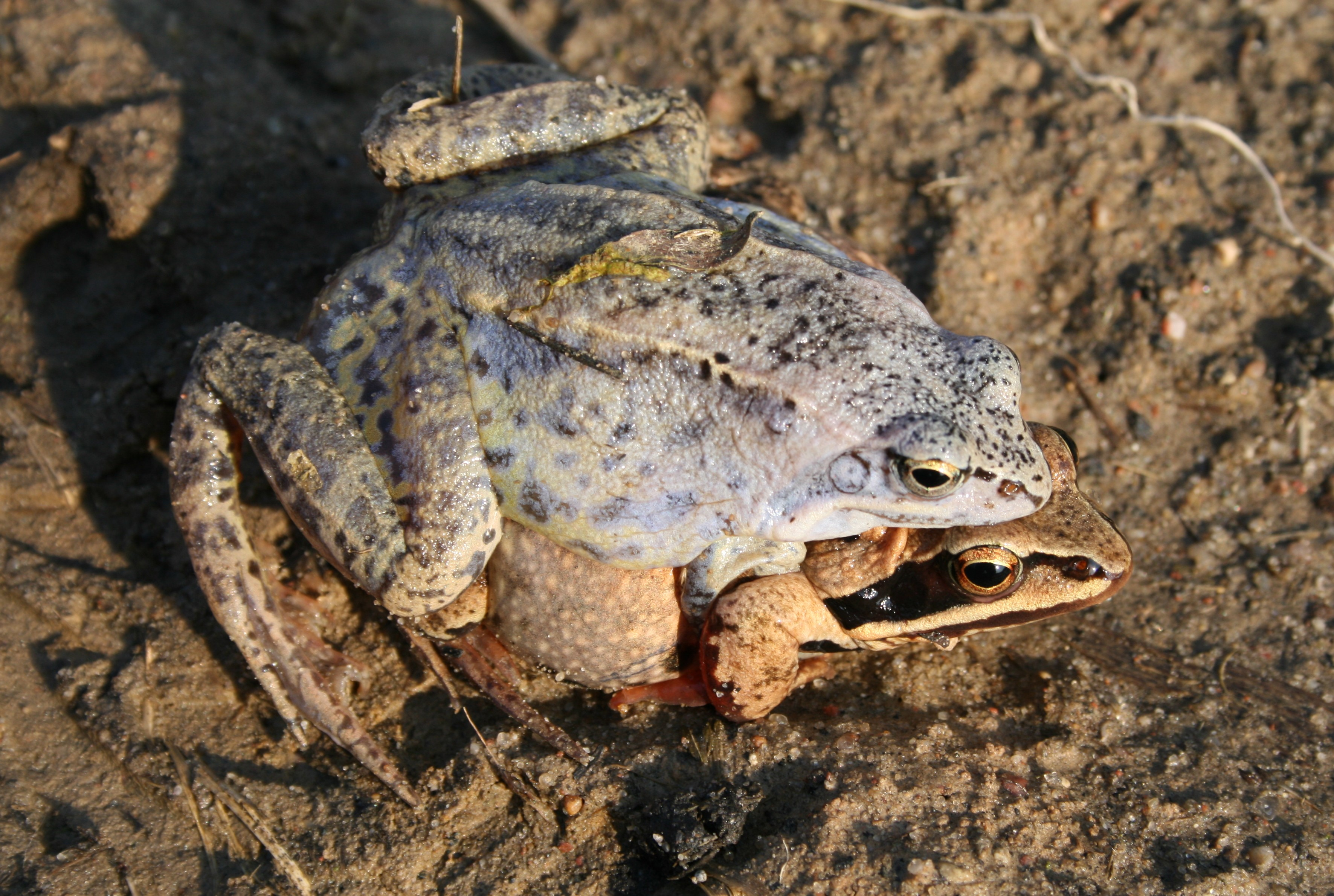
Amplexus of paargreep, mannetje boven

Heikikkers, en alleen de mannetjes krijgen in de paartijd een blauwe kleur. Het blauw is een waas dat over het onderliggende patroon heen ligt en na een paar dagen alweer verdwijnt. Het betreft de bovenzijde van het lichaam en vooral de keel. Bij mannelijke bruine kikkers komt dit type kleuromslag ook voor, maar de kleur wordt een blauwig grijs en de keel wordt opvallend wit. Aanvankelijk werd gedacht dat deze voor roofdieren goed zichtbare exemplaren een foutje van de natuur waren zoals melanische (zwarte) of albinische (witte) dieren, maar aan het einde van de paartijd kleuren ze weer terug; het is dus een baltskleur. De kleur ontstaat zodra de kikkers het water betreden. Ook zwellen met name de voorpoten van de mannetjes op, wat veroorzaakt wordt door een ophoping van lymfevocht.
In maart trekken de kikkers naar hun voortplantingswater, de mannetjes blijven met enkele weken het langst in het water, de vrouwtjes blijven slechts enkele dagen. De lokroep van de heikikker wordt wel vergeleken met het geluid van een onder water vol lopende lege fles. Er wordt zo'n 4 tot 7 keer per seconde geroepen, de roep klinkt als wuob...wuob...wuob.
De eitjes worden bovenop waterplanten afgezet, zoals vlotgras of zelden op de bodem van het water. De eierklompen zijn zo groot als een vuist en bevatten 500 tot 3000 eitjes per klomp, deze worden in een of twee keer afgezet. De eitjes hebben een diameter van 1,5 tot 2 millimeter, de gelei-achtige omhulsels zijn 6 tot 8 mm en daarmee kleiner dan de eieren van de bruine kikker. De eitjes zijn bruin grijs tot donkergrijs met een vale lichtere vlek aan de onderzijde.
Na twee tot vier weken is het embryonale stadium voltooid en kruipen de kikkervisjes uit hun ei. Het kikkervisje is te herkennen aan de zwartbruine kleur en de smalle en doorzichtige staartvin. De staartpunt van de heikikkerlarve eindigt spitser dan die van de bruine kikkerlarve. Ook is de larve te herkennen aan de liptandjes, het mondveld heeft twee rijen bovenliptandjes waarvan de onderste is onderbroken. Er zijn drie rijen ononderbroken onderliptandjes. De bruine kikker heeft vier rijen bovenliptandjes, waarvan de onderste drie onderbroken zijn en vier rijen onderliptandjes waarvan de bovenste rij is onderbroken. De larven zijn soms zeer moeilijk te onderscheiden, wat lastig is bij het in kaart brengen van de verschillende populaties. Kikkervisjes zijn makkelijker te zien dan volwassen kikkers, en makkelijk te vangen. Er is zelfs een speciale methode ontwikkeld op basis van RAPD-techniek. Hierdoor kan de larve gedetermineerd worden door een klein stukje van de staartpunt af te nemen en dit te analyseren.
Bij een lengte van ongeveer 4,5 centimeter stoppen de larven met eten en teren op hun staart. Deze wordt steeds kleiner tot de metamorfose plaatsvindt. De jonge kikkertjes zijn ongeveer 12 tot 16 mm lang, het duurt meestal nog minstens twee tot drie jaar voor ze volwassen zijn. Mannetjes doen hier meestal langer over en worden niet zo oud als vrouwtjes die een leeftijd tot 11 jaar kunnen bereiken.

## Voedsel en vijanden

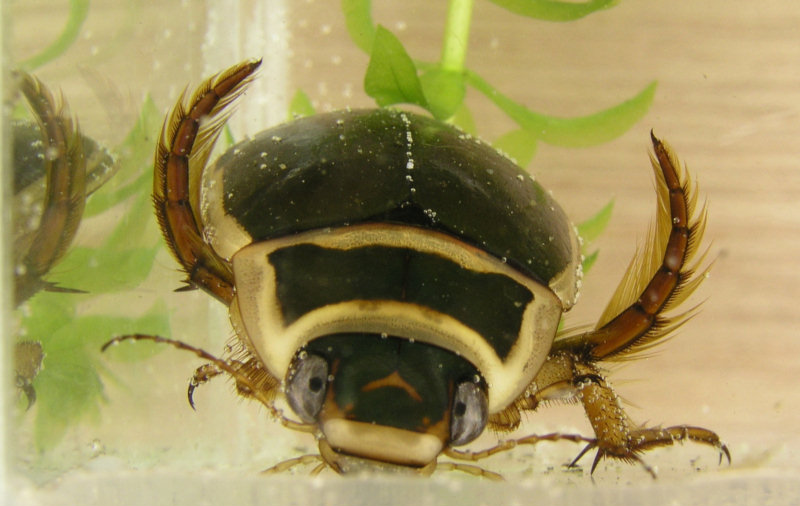
De geelgerande watertor jaagt op de larven van de heikikker.

De larven leven van algen als Chlorophyta en Cladocera en dood materiaal en andere planten, soms worden kleine diertjes gegeten. De juveniele kikkertjes eten kleine prooien als mijten en teken, springstaarten en andere kleine prooidieren.
Het voedsel van de volwassen exemplaren bestaat uit insecten en wormen, die met de tong gegrepen worden. De maaginhoud van exemplaren uit Oekraïne bestond voornamelijk uit kevers, vooral snuitkevers en loopkevers. Daarnaast werden ook regenwormen en insecten als vliegen, vliesvleugeligen, sprinkhanen en vlinders aangetroffen, evenals een klein deel aan andere ongewervelden, zoals spinnen en landbewonende slakken.
De heikikker zelf dient weer als voedsel voor voornamelijk vogels; het is een belangrijke prooi voor de bedreigde schreeuwarend. Andere soorten die op de heikikker jagen zijn de buizerd, ooievaar, torenvalk en de zwarte ooievaar, en verschillende soorten uilen en kraaiachtigen. De larven worden gegeten door verschillende waterinsecten zoals de zwemwants, staafwants en de geelgerande watertor. Ook vissen en sommige vogels als de roerdomp en de blauwe reiger eten heikikkerlarven.
De heikikker blijft nooit ver van de waterlijn en duikt er meteen in als er iets verdachts gebeurt. Bij verstoring op het land springt het dier in de dichte vegetatie. In het nauw gedreven drukt de kikker zich tegen de bodem en tilt de voorpoten op de ogen. Soms wordt een piepend geluid gemaakt, om een afschrikkend effect te bereiken.
Het gedrag van heikikkerlarven is onderzocht op veranderingen bij de aanwezigheid van vijanden. Als er predatoren in de buurt zijn, worden de kikkervisjes minder actief en proberen zich meer te verstoppen.

## Taxonomie
De heikikker werd in 1832 door Antoni Lukianowicz Andrzejowski beschreven als Rana terrestris. Die naam was echter een junior homoniem van Rana terrestris Bonnaterre, 1789 (= Bufo terrestris), en dus niet voor deze soort beschikbaar. De eerstvolgende naam was Rana arvalis, die in 1842 onafhankelijk van Andrzejowski door Sven Nilsson werd gepubliceerd. De soort werd door Hillis & Wilcox in 2005 in het ondergeslacht Laurasiarana geplaatst.

### Synoniemen
- Rana terrestris Andrzejowski 1832, preoccupied
- Rana oxyrrhinus Steenstrup, 1846
- Rana angustifrons Schiff, 1855[10]
- Rana altaica Kashchenko, 1909
- Rana wolterstorffi Cochran, 1961

### Ondersoorten
- Rana arvalis arvalis
- Rana arvalis altaica
- Rana arvalis wolterstorffi

## Afbeeldingen

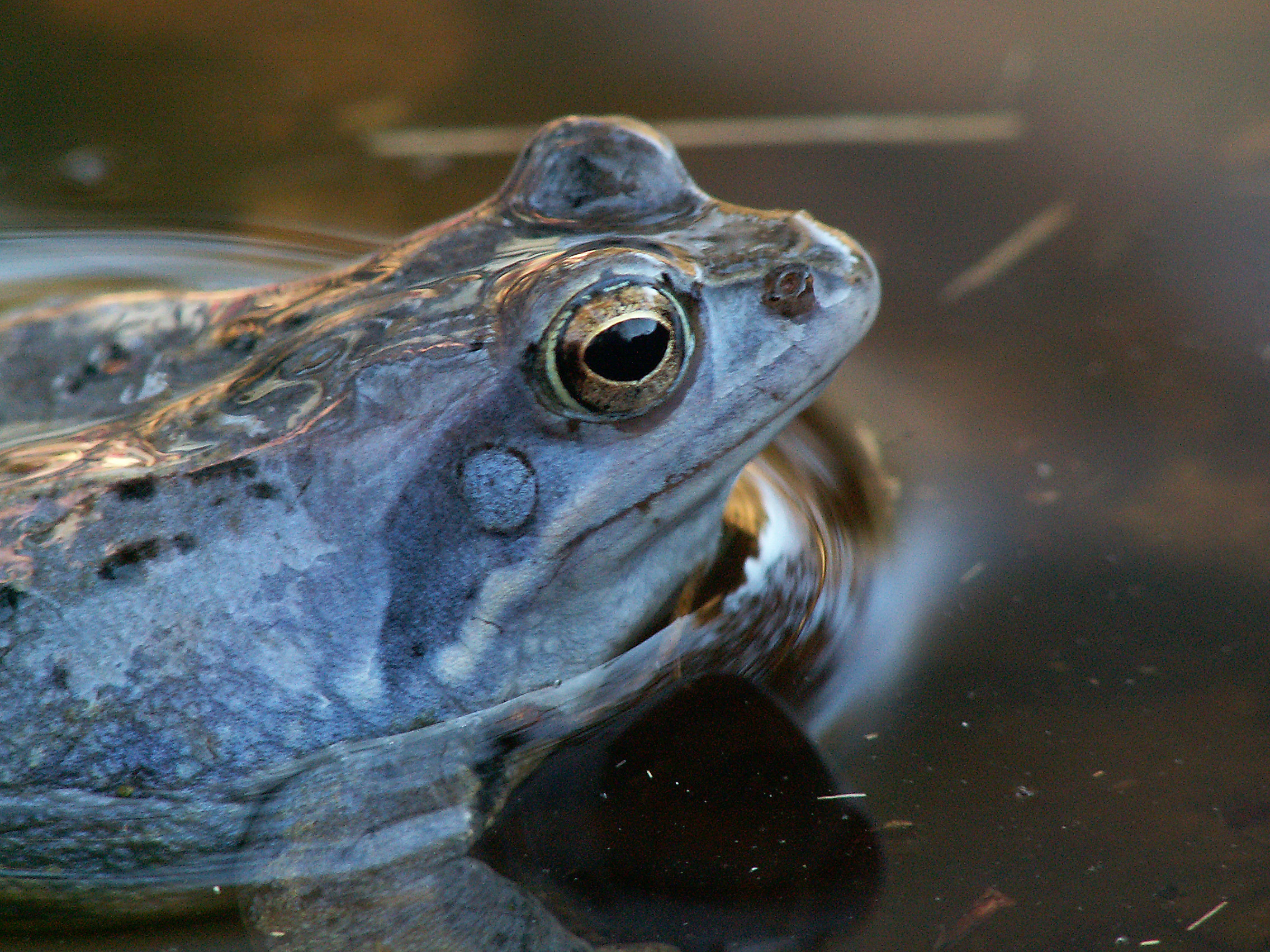
Goed zichtbaar is het trommelvlies dat klein is t.o.v. het oog, anders dan bij de bruine kikker.
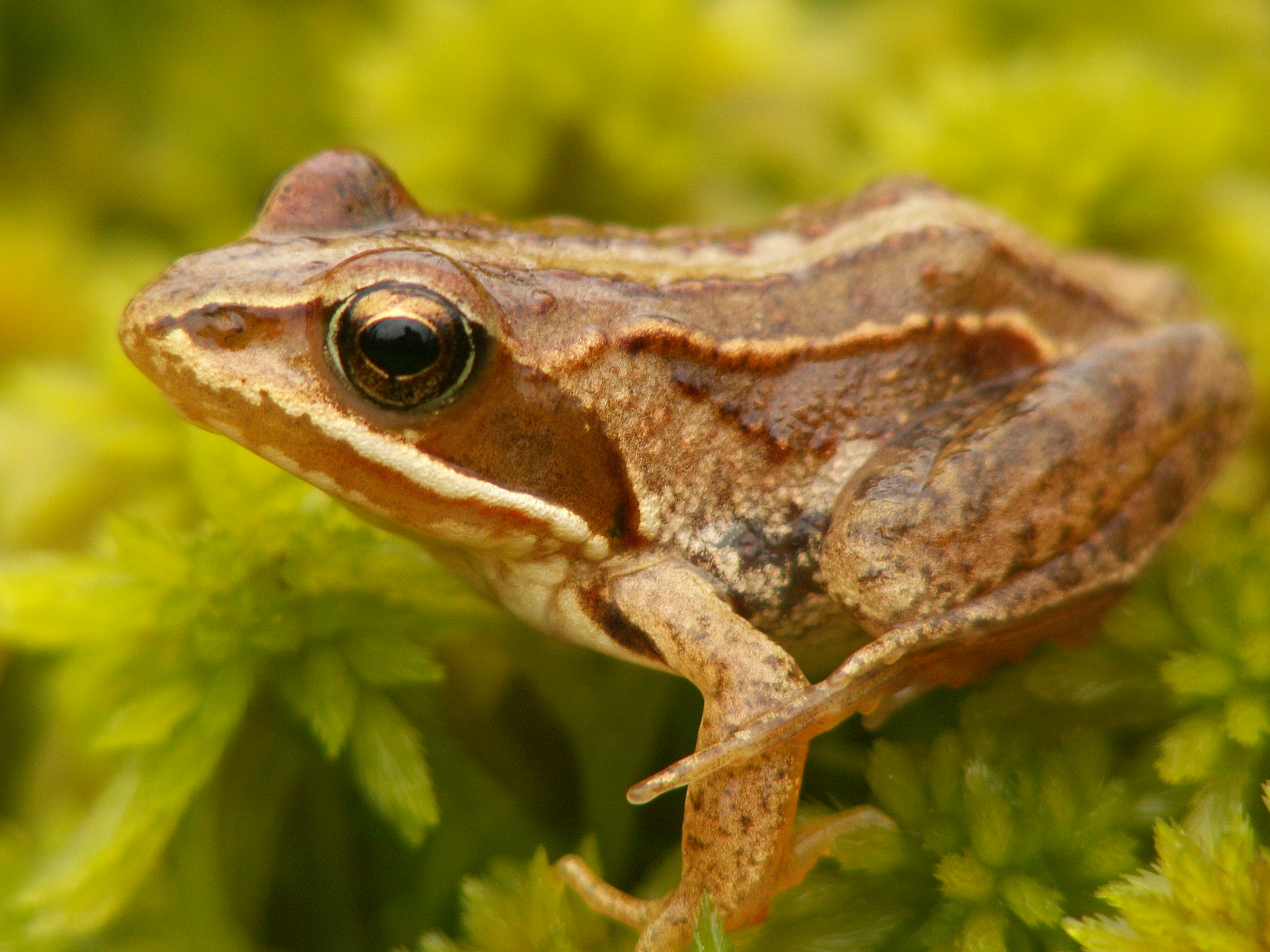
Veenmos hoort bij het biotoop van de heikikker.
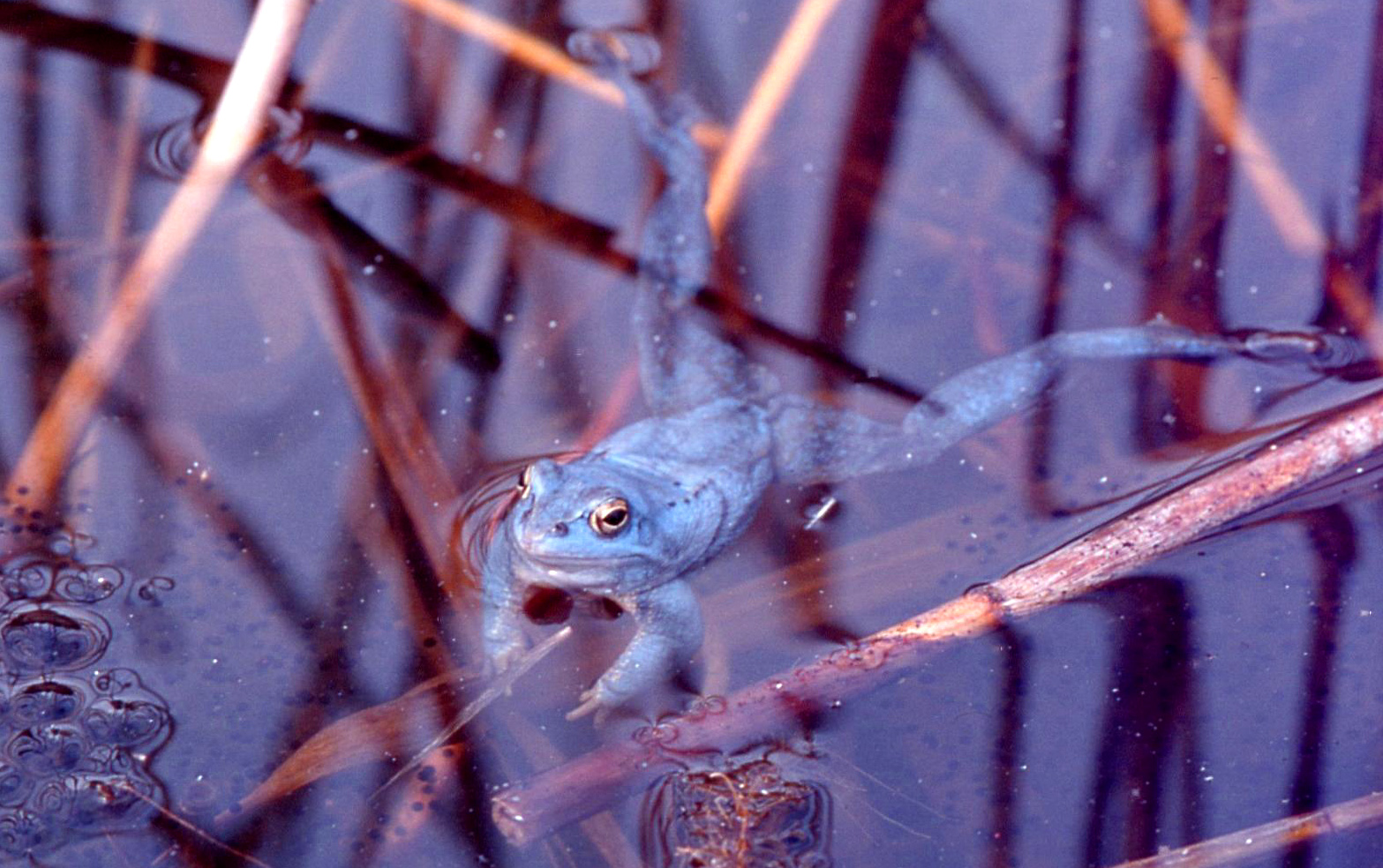
Een blauw mannetje tijdens de paartijd, met eitjes.
- Video van o.a. de paring.

## Waarnemingen van de heikikker
- Kaarten met waarnemingen:

- België
- Nederland
- wereldwijd

- Kaart van België met waarnemingen